# Oistins
Oistins is een kustplaats in Barbados gelegen in het zuidelijke deel van de parish Christ Church, waarbinnen het de grootste plaats vormt. Oistins is een moderne vissersplaats met een vissersmarkt. Elk jaar wordt er het Oistins Fish Festival gehouden. De parochiekerk van Christ Church bevindt zich ook in de plaats. Vroeger bezat Oistins ook een ziekenhuis en een kustwachtstation. De plaats telde 1.203 inwoners bij de volkstelling van 2001, waarmee het de derde plaats van het land is.
Oistins trekt veel strandtoeristen die afkomen op stranden als Miami Beach. De internationale luchtahven Grantley Adams bevindt zich op ongeveer 2 kilometer ten noordoosten van de plaats. Opstijgende en landende vliegtuigen zijn zichtbaar vanaf het strand.
Bij Oistins vond in 1639 een slag plaats tussen de Britse koningsgetrouwen de aanhangers van de Roundheads die ging over de onafhankelijkheid van Barbados van het Engeland van Oliver Cromwell. Als gevolg van deze strijd werden een aantal artikelen opgesteld waarbij Barbados een eigen parlement kreeg, het op twee na oudste van het Britse gemenebest.